# 辻本達規
辻本 達規（つじもと たつのり、1991年5月17日 - ）は、日本のタレント・俳優。男性グループBOYS AND MEN、およびその派生ユニットYanKee5のメンバーである。
岐阜県羽島市出身。フォーチュンエンターテイメント所属。2010年にBOYS AND MENに加入してデビュー。2013年に特撮ヒーロードラマ『黄金鯱伝説グランスピアー』の主演を務めた。BOYS AND MENでのメンバーカラーは赤。愛称は、つーじー、つじちゃんなど。羽島市アンバサダー。
アサヒビール中日ドラゴンズ応援アンバサダーや、朝の情報番組で中日ドラゴンズのコメンテーターに抜擢されるなど、ドラゴンズ関連の出演が増えている。

## 来歴
岐阜県羽島市生まれ。兄2人と姉の4人きょうだいの末っ子として育つ。羽島市立福寿小学校入学、転校後同市立竹鼻小卒、竹鼻中卒。子供の頃はジャイアンとあだ名される傲慢で乱暴な性格であったが、それゆえに孤立をした経験から、中学以降は徹底して真面目な学生生活を送った。親と姉が教員であったことと高校時代の担任に影響を受けたことから、自身も教員志望になった。岐阜市立岐阜商業高等学校を卒業して愛知大学経済学部に進学する。大学時代は学校のある愛知県豊橋市で暮らし、情報処理と簿記の教員を目指していた。しかし自身が理想とする「ときに体罰も辞さない熱血教師」という教師像は受け入れられない世相になったと思い、教員になりたいという気持ちは冷めていった。
その大学1年時の2010年、BOYS AND MENの結成と始動を扱ったテレビ番組『IKEMEN☆NAGOYA』を見てその存在を知る。辻本はバラエティ番組やお笑いタレントが好きだったこと、またテレビドラマで見たケイン・コスギや佐藤隆太らに憧れていたことから芸能界にも興味を示しており、「教師じゃなくても人に影響を与えられるのでは」と考え、そのメンバー募集に応募した。9月に開催された公開オーディションを経てBOYS AND MENに加入、11月に旗揚げ公演『ストレートドライブ!』にキャストとして出演した。2011年4月から1年間、オードリーMCのバラエティ番組『サタメン!!!』（中京テレビ）にレギュラー出演した。20歳のときにBOYS AND MENの活動に専念するために大学を休学した。2011年に始まった第2弾公演『ホワイト☆タイツ』において、公演途中から吉原雅斗に代わってメインキャスト「ヤンキー5人組」の1人・石黒哲也の役に就き、派生ユニット・YanKee5のメンバーとなる。2012年2月にBOYS AND MENのデビュー・シングル『バリバリ☆ヤンキーロード』の表題曲メンバーとしてCDデビュー。同年11月に事故による入院のために約1か月間休業をして、完全な活動復帰までに2か月以上を費やした。
2013年から、東海テレビ制作のローカルヒーロードラマ『黄金鯱伝説グランスピアー』の主演・帯刀大河/グランスピアー役を務めた。同作監督の佐野智樹は、約300人のオーディション参加者の中から「天真爛漫で無邪気、お兄さんのような親しみやすさが役にぴったり」と評して辻本の起用に至った。
以後、BOYS AND MENとして俳優業を含む活動をしながら、個人では特にスポーツとバラエティ番組への志向を打ち出して活動する。
2020年1月に、慢性声帯炎と声帯ポリープの手術とリハビリのためにおよそ1か月間声を出す仕事を休止した。1度の手術で完治はしなかったが医師と相談をしながら仕事を続け、
舞台『ボイメンステージ 諦めが悪い男たち〜NEVER SAY NEVER〜』に出演、公演チームの座長と主演を務めた。4月に2度目の手術が終わったことを報告した。
2021年2月、漫画『1518!』の舞台化作品『青春舞台「1518! イチゴーイチハチ!」』で初めて単独で外部舞台に出演し、その座長を務めた。
2022年3月に日間賀島へ番組収録で行き収録とは全く関係のないところで転倒し、高校3年より前十字靭帯損傷をしていた右膝に新たに骨挫傷の怪我を負い全治1か月として発表していた。6月14日、前十字靭帯再建のため手術。
2024年7月から、アミューズメントフィットネスクラブを運営するフィットイージーの公式アンバサダーとなった。いびがわマラソン2024にて、「フィットイージー×いびがわマラソン公式PRランナー」として自身初となるマラソン競技（ハーフマラソンの部）に参加し完走した。同年10月より、中京テレビ「あさドレ♪」の中日ドラゴンズ担当コメンテーターとして出演。

## 人物
身長は178cm、血液型はA型。足のサイズは27.5cm、視力は左右ともに約0.8。特技は野球・水風呂温度当て・太鼓・空中ブランコ・ど根性・体を張ること。趣味はドラゴンズ・キャンプ・サウナ・釣り・登山・トレラン・テントサウナ・読書など。
野球好きな家族の影響で小学2年から少年野球団に所属し、高校まで野球を続け、高校時代に肩と肘を壊し、大学ではサッカー部に所属していた。

「たつのり」という名前は、読売ジャイアンツファンの祖父が原辰徳から付けたものである。本人も少年時代は巨人ファンだったが、番組のロケを通じて中日ドラゴンズの柳裕也選手と交流したことがきっかけで中日ファンになり、ドラゴンズの試合は全試合全球見ている。野球をプレイすることも大好きなことから、本人も2023年時点にて7つの草野球チームに所属している。
BOYS AND MENでのキャッチフレーズは「岐阜のパンドラの箱」。
体脂肪率は常に一桁を誇り、グループ内の筋肉担当と呼ばれることもある 。「最強スポーツ男子頂上決戦」や「鬼レンチャン筋トレサバイバル」など、身体能力を活かした番組出演も多い。

## 出演
主演作品は役名を太字で表示

### テレビドラマ
- 名古屋行き最終列車「1番ホーム〜23時40分 名鉄岐阜発〜」（2012年12月、メ〜テレ）サラリーマン 役
- 黄金鯱伝説グランスピアー（2013年 - 2015年、東海テレビ）帯刀大河/グランスピアー 役
- なぜ東堂院聖也16歳は彼女が出来ないのか?（2014年10月 - 12月、メ〜テレ）児玉 役
- 白鳥麗子でございます!（2016年1月 - 3月、地方局7局による共同制作）高田保 役
- 犯罪症候群 Season1 第4話 - 5話（2017年4月 - 5月、東海テレビ）池上昇平 役
- ボイメン新世紀 祭戦士ワッショイダー（2018年4月 - 6月、CBCテレビほか）辻本達規 役
- あなたには帰る家がある（2018年4月 - 6月、TBS）山下流星 役
- トクサツガガガ（2019年1月 - 3月、NHK総合）アッキー 役
- ミナミの帝王ZERO（2019年4月 - 6月、関西テレビ）館長 役
- おいしい給食（2019年10月 - 12月、テレビ神奈川・TOKYO MXほか）鷲頭星太郎 役[49]
- ワカコ酒（2020年12月・2022年1月、2025年1月、BSテレビ東京）石田哲也 役
- ファーストペンギン!（2022年10月 - 12月、日本テレビ）根岸 役[50]
- あの日の食堂 ～戦後80年の学徒たち～（2025年8月、NHK名古屋放送局）料理人 役[51]

### ラジオ
- TWILIGHT MAGIC（2024年4月 - 、FM GIFU）「週間・岐阜っ子つーじー」コーナー出演[52]
- Live Dragons！（2024年10月 - 2025年3月、TOKAI RADIO）「辻本達規 でらドラトーク！」コーナー出演[53]

### テレビアニメ
- 新幹線変形ロボ シンカリオン 第48話（2018年12月8日、TBS）辻本達規 役[54]
- 八十亀ちゃんかんさつにっき 第8話（2019年5月、テレビ愛知・TOKYO MXほか）[55]
- スポンジ・ボブ（2019年10月、NHK Eテレ）ビーニー 役[56]

### その他のテレビ番組
- サタメン!!!（2011年4月 - 2012年3月、中京テレビ）「春ボーイズ」メンバー
- 特捜指令!アイチ★ポリスシリーズ（2012年 - 2016年、メ〜テレ）安心正義 役
- ゴゴスマ -GO GO!Smile!-（2014年3月[57] - 2015年9月[注 3]、CBCテレビ）「ボイメン体操」コーナー出演
- ボイメン体操（2015年10月 - 、CBCテレビ）
- おはスタ（2018年9月 - 2020年、テレビ東京）金曜準レギュラー[58][59]
- まるっと！ぎふ（2024年4月 - 2025年3月、NHK岐阜）「ボイメンつーじーと行く！つじキャンプ！」コーナー出演[60] [61] [62]
- あさドレ♪（2024年10月 - 、中京テレビ）金曜レギュラー[63]
- スイッチ！（2025年4月 - 、東海テレビ）水曜リポーター[64]

### 舞台
- ストレートドライブ!（2010年 - 2011年）博史 役ほか[65]
  - ストレートドライブR!（2012年）山田久信 役[66]
- ホワイト☆タイツ（2011年 - 2012年・2014年・2018年）石黒哲也 役ほか
- ホワイト☆タイツII（2012年 - 2013年）石黒哲也/グレイ 役[26]
- 東京奇人博覧会（2013年）[57]
- RETURNER（2013年 - 2014年）岡田以蔵/勝海舟 役[67]
- ボイメンステージ 諦めが悪い男たち〜NEVER SAY NEVER〜（2020年）赤羽一真 役[33]
- 青春舞台「1518! イチゴーイチハチ!」（2021年）烏谷公志朗 役[36]
  - 青春舞台「1518! イチゴーイチハチ!」2023（2023年）烏谷公志朗 役[68]

### 映画
- A.F.O 〜All for one〜（2014年）[57]
- サムライ・ロック（2015年）前田圭介 役
- 復讐したい（2016年）野崎誠 役
- 白鳥麗子でございます! THE MOVIE（2016年）高田保 役
- BOYS AND MEN 〜One For All, All For One〜（2016年）辻本達規 役[69]
- 劇場版 おいしい給食 Final Battle（2020年）鷲頭星太郎 役

### 劇場アニメ
- 劇場版 新幹線変形ロボ シンカリオン 未来からきた神速のALFA-X（2019年）渡島カムイ 役[70]

### PV
- ボイメンエリア研究生「GO!GO!トレジャーロード!!」（2021年）

### 吹き替え
- アントマン&ワスプ（2018年）[71]

### ウェブドラマ
- キスのカタチ「蚕」（2016年）英一郎 役[72]
- Re:member～サイカイ～（2022年3月、ひかりTV）石井秀樹 役
- TikTokショートドラマ「はけんとコンビニ」（2024年9月、派遣会社ホットスタッフ）藤堂誠吾 役[73]
- TikTokショートドラマ「ハケンと恋のエトセトラ」（2025年4月、派遣会社ホットスタッフ）藤堂誠吾 役[74]
  - TikTokショートドラマ「ハケンと恋のエトセトラ2」（2025年5月、派遣会社ホットスタッフ）藤堂誠吾 役[75]
  - TikTokショートドラマ「ハケンと恋のエトセトラ3」（2025年7月、派遣会社ホットスタッフ）藤堂誠吾 役[76]
- TikTokショートドラマ「ハケンとホットなひとしごと」（2025年6月、派遣会社ホットスタッフ）藤堂誠吾 役[77]

### CM
- コイケヤ「『ポリンキー』×『黄金鯱伝説グランスピアー』」（2014年）
- 中部テレコミュニケーション「コミュファ光」（2015年）[78]
- OKB証券（2019年）[79]
- アサヒビール(2024年4月 - 、バンテリンドームナゴヤ 106ビジョン）[80]
- アサヒビール(2025年4月 - 、CBCラジオ 東海ラジオ）[81]

### その他
- 24時間テレビ キッズキャラバン隊（2011年）[57]
- 羽島市チャレンジデー PR大使（2016年-2023年）[2]
- 日本スイミングクラブ協会 ベストスイマー賞（2017年 ）[82]
- OKB証券 PRキャラクター（2019年）[79]
- 東京五輪 羽島市聖火ランナー（2021年4月4日）[83]
- スカパー!プロ野球12球団応援プロジェクト スカパー!中日ドラゴンズ応援団長（2022年 - ）[84]
- 羽島市アンバサダー（2022年 - ）[85]
- アサヒビール中日ドラゴンズ応援アンバサダー（2024年 - ）[86]
- 中日新聞 みんなではじめるSDGsナビゲーター（2024年 - ）[87]
- フィットイージー公式アンバサダー（2024年 - ）[88]

## 連載、書籍
雑誌連載
- プロ野球ai「辻本達規の野球愛」（2019年 - 、ミライカナイ）[89]

Web連載
- 文春野球コラムペナントレース 中日ドラゴンズ選手（2019年 - 2023年）[90]
- ボイメン辻本達規のドラゴン熱波120℃（2024年 - 、ドラゴンズ情報）[91]

電子書籍
- 写真集『NO LIMIT: TSUJIMOTO』（2015年、中京テレビ放送）[92]
- CanCam デジタルフォトブック『辻本達規 COLOR-04 “RED”』（2018年、小学館）[93]
- 辻本達規デジタル版 BOYS AND MEN THANKS! AT DOME LIVE（2019年、講談社）[94]